# 格里坪镇
格里坪镇，是中华人民共和国四川省攀枝花市西区下辖的一个镇。渡口铁路终点格里坪站位于该镇境内。

## 行政区划
格里坪镇下辖以下地区：
龙洞社区、金林社区、四二四社区、龙泉社区、景怡社区、新庄村、大水井村、格里坪村、金家村、苦荞村、经堂村、庄上村、烂坝村、大麦地村和竹林坡村。

## 特产
攀枝花噹噹鸡：中国地理标志产品。